# Túnel de El Bicho
El túnel de El Bicho es un túnel de la carretera  TF-1  situado en la Santiago del Teide. Tiene una longitud de 1050 metros y atraviesa la Montaña de la Hoya.
Forma parte del proyecto del Anillo insular y reduce la distancia entre Armeñime y Santiago del teide de 26 a 20 km. El tiempo empleado en realizar el trayecto también se reduce de 35 a 10-12 minutos.

## Proyecto
En octubre de 2006, el Gobierno de Canarias adjudicó un contrato por valor de 167,83 millones de euros para la realización del proyecto, llevada a cabo por los ingenieros de Ferrovial Agroman, Mejías y Rodríguez, Construcciones Gomasper y VVO Construcciones.
Las obras de construcción se iniciaron en abril de 2007 con perspectiva de terminarlo a finales del 2009, se vieron afectadas por importantes retrasos debido a la compleja naturaleza del trabajo que exige el proyecto, recortes presupuestariosy los cambios de diseño ocurridos durante su desarrollo.
A pesar de que los planes originales para el Bicho consistían en un túnel de un solo tubo, en 2009 se decidióla construcción de otro tubo gemelo ya que permitiría dos carriles en cada dirección, con objeto de reducir el impacto ambiental y mejorar la seguridad.
Los dos tubos del túnel poseen una longitud de 1.050 metros, así como una altura máxima de 8,6 metros, cada uno con un radio de 6,76 metros y un área de sección transversal de 115 m². Ambos túneles están enlazados con dos galerías peatonales de 20 metros de longitud que también actúan como vías de salida, integrando características de seguridad según las regulaciones europeas vigentes, tales como iluminación, ventilación, señalización variable y sistemas de control.

## Incidentes
En 2014 se detectaron grietas en el talud de la boca norte que afectaban al tubo y al tronco de la vía provocadas por la presencia de arcillas plásticas, la velocidad de crecimiento de las grietas, 30 cm al año, hizo que las obras correctiva se ejecutaran por vía de emergencia.